# Malek Jahan Khanom
Malek Jahan Khanom, född 1809, död 1873, var en iransk prinsessa.
Hon var dotter till Amir Mohammad Qassem Khan Qajar Qovanlou 'Amir Kabir' och prinsessan Begom Jan Khanoum Qajar och dotterdotter till kung Fath-Ali Shah Qajar av Persien. 
Hon blev vid ung ålder bortgift med sin kusin Mohammad Shah Qajar, som 1834 blev kung (shah) av Persien. Hon hade en mäktig ställning i  qajardynastins harem genom sin ställning som en av shahens första hustrur, genom det nätverk och rang hennes ställning som född prinsessa gav henne, och slutligen för att hon blev mor till tronarvingen. Hon fick titeln Mahd-i Ulya. 
Hennes son Nassredin Shah var frånvarande från huvudstaden då han oväntat blev shah vid sjutton års ålder 1848, och hon spelade då en viktig roll i det interregnum som uppstod innan han kunde säkra tronen.